# Sebastian Hackl
Sebastian Hackl (* 4. Oktober 1980 in Passau) ist ein deutscher Wrestler und Fernsehmoderator.

## Karriere
Mit neun Jahren begann sich Hackl für Wrestling zu interessieren. Er stand von 2009 bis 2012 als Vertragswrestler bei NEW unter Vertrag. Bei GWP und Westside Xtreme Wrestling (wXw) trat er als Free Agent, d. h. Wrestler ohne festen Vertrag bei einer bestimmten Liga, auf. Die meisten Matches bestritt er unter seinem Ringnamen Sebastian Sage (engl. Salbei). Am 15. April 2013 gab er das vorläufige Ende seiner Im-Ring-Karriere bekannt, um sich dem Kommentieren widmen zu können.
Von 2010 bis 2015 war Hackl einer der Kommentatoren der Wrestling-Sendung Clash Time auf Eurosport. Von März 2013 bis April 2014 war er als Nachfolger von Günter Zapf bei Sky zu hören, seit WrestleMania XXX im April 2014 ist er für ProSieben Maxx RAW und WWE Network (PPVs) als Kommentator tätig. Ab und an ist er auch bei SmackDown zu hören.
Zusätzlich kommentiert Hackl Mixed-Martial-Arts-Events für DAZN. Im September 2023 nahm er an WxW Shortcut teil und bestritt sein erstes Match seit 10 Jahren.

## Erfolge
- 1× UKWA Champion
- 1× NEW Hardcore Champ

## Weiterführende Inhalte
- Audiointerview mit Sebastian Hackl
- UKWA Championship Match: Mexxberg vs Sebastian Sage bei Maxima 8